# Acontia maculosa
Acontia maculosa är en fjärilsart som beskrevs av Walker 1857. Acontia maculosa ingår i släktet Acontia och familjen nattflyn. Inga underarter finns listade i Catalogue of Life.